# Koerden in Georgië
Met Koerden in Georgië of Georgische Koerden (Koerdisch: Kurdên Gurcistanê) worden Georgische burgers met een etnisch Koerdische achtergrond aangeduid, inclusief Jezidi's. Er wonen in Georgië ongeveer 1.600 "Koerden" en ruim 12.000 "Jezidi's" die vooral in hoofdstad Tbilisi wonen.
De eerste Koerden vestigden zich rond de 8e en 9e eeuw in het huidige Georgië, terwijl Jezidi's zich er in de 12e eeuw tijdens het bewind van George III vestigden. Na de onafhankelijkheid van Georgië nam de populatie sterk af door emigratie tijdens de malaise van de jaren 1990.

## Geschiedenis
De eerste Koerden vestigden zich ergens in de achtste of negende eeuw in het huidige Georgië, terwijl de Jezidi's er in de twaalfde eeuw, tijdens het bewind van George III, vestigden. In de 16e eeuw woonden er diverse Koerdische stammen in en rondom de stad Mtscheta. In de 18e eeuw arriveerden Koerden in Tbilisi om hulp te krijgen van koning Heraclius II van het Koninkrijk Kachetië. Toen Rusland en Iran in 1828 het Verdrag van Turkmenchay ondertekenden, kregen de Koerden de kans om in Georgië te werken, waardoor honderden Iraanse Koerden zich in Georgië vestigden. 
In 1918 verlieten nog een duizenden Koerden de regio's Van en Kars in Oost-Anatolië om naar Georgië te verhuizen, vooral vanwege de politieke en religieuze onderdrukking in dat gebied door de Turkse autoriteiten. Desalniettemin werden ook de Koerden in Georgië het slachtoffer van stelselmatige onderdrukkingen, waaronder de etnische zuiveringen en gedwongen deportaties van Stalin in 1944. Duizenden Georgische Koerden uit Samtsche-Dzjavacheti, voornamelijk degenen met een islamitische achtergrond, werden in de jaren veertig samen met duizenden Meschetische Turken naar Centraal-Azië gedeporteerd, waarvan een groot deel om het leven kwam doordat de deportaties veelal plaatsvonden onder erbarmelijke omstandigheden in overvolle treinwagons. Niet veel later volgde een tweede deportatiegolf - dit keer betrof het de ongeveer 4.500 Koerdische moslims uit Adzjarië en Batoemi. Toch steeg het aantal Koerden in de Georgische Socialistische Sovjetrepubliek van 5.428 in 1926 naar 12.915 in 1939, om vervolgens verder te groeien naar 16.212 in 1959 en 20.690 in 1970. In 1979 werden er 25.688 Jezidi's in Georgië geteld, hetgeen ongeveer 0,5% van de Georgische bevolking was. In de laatste Sovjetvolkstelling van 1989 werden er 33.331 etnische Koerden/Jezidi's in Georgië geteld, hetgeen 0,6% van de Georgische bevolking was. Ruim 30.000 Koerden woonden destijds in Tbilisi, waar ze 2,4% van de bevolking vormden.
Sinds de onafhankelijkheid van Georgië van de Sovjet-Unie in 1991 neemt het aantal Koerden af, voornamelijk als gevolg van economische migratie naar buurland Rusland, maar ook naar West-Europa en Noord-Amerika. In 2002 werden ongeveer 18.300 Koerden geregistreerd, waarvan 17.100 in Tbilisi. Volgens de meest recente nationale volkstelling, in 2014 gehouden, wonen er ongeveer 12.200 etnische Jezidi's (waarvan ongeveer 8.500 zichzelf identificeerden als religieuze Jezidi's), exclusief de recente vluchtelingen uit Sinjar in Irak, die naar Georgië zijn gevlucht na vervolging door IS.
Op 16 juni 2015 vierden Yazidi's de opening van een tempel en cultureel centrum, de Sultan Ezid, in Varketili, een wijk van Tbilisi. Dit is de derde Jezidische tempel in de wereld - de overige twee tempels zijn gevestigd in de Koerdische Autonome Regio en in Armenië.

## Demografie
Volgens de volkstelling van 2014 telde Georgië 12.176 "Jezidi's" en 1.594 "Koerden", waarvan 11.194 in hoofdstad Tbilisi oftewel 92% van het totaal.
De Jezidi gemeenschap in Tbilisi woont verspreid over de hele stad, maar voornamelijk in de oostelijke districten Gldani (2.865), Nadzaladevi (1.415), Isani (1.729) en Samgori (2.928). Van de resterende 982 Jezidi's woont het grootste deel in de regio Kacheti (528), waarvan de meerderheid in de stad Telavi (300), en in de regio Kvemo Kartli (453).

## Afbeeldingen

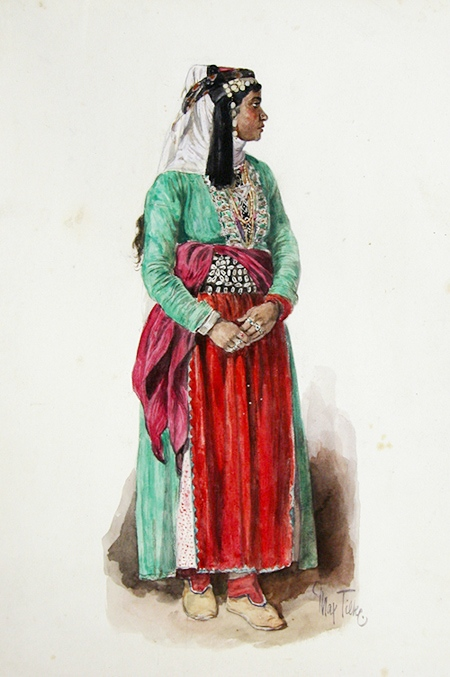
Jezidisch-Koerdische vrouw in traditionele kleding, 1920
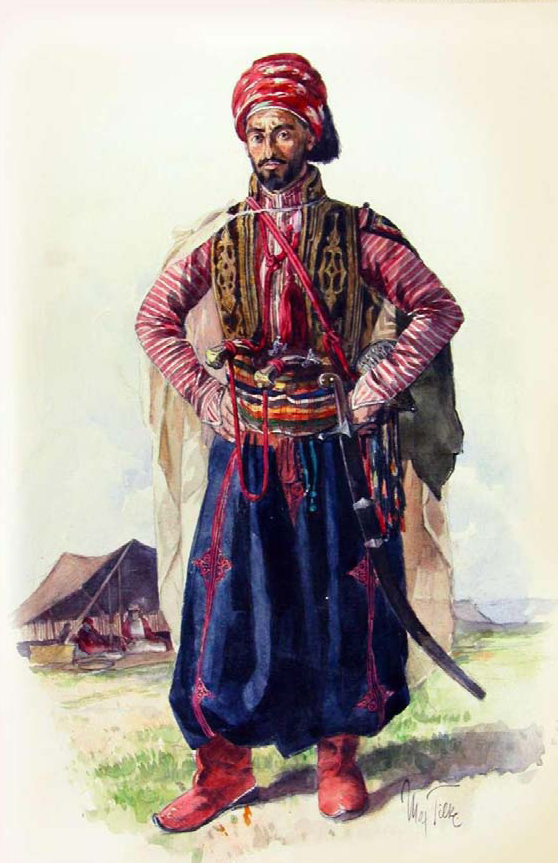
Koerdische moslimman in traditionele kleding, 1920
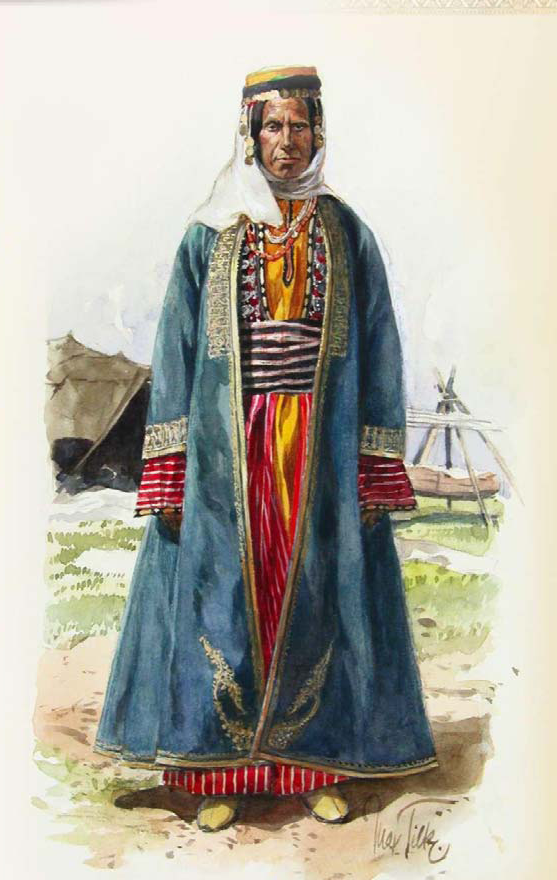
Koerdische moslimvrouw in traditionele kleding, 1920